# 독수리 날개를 펴라
"독수리 날개를 펴라"는 1978년에 개봉한 대한민국의 영화이다.

## 캐스팅
- 노진아
- 진유영
- 봉승현
- 윤순홍
- 위인
- 황건
- 장운교
- 황해
- 박암
- 최남현
- 전영주
- 김숙경
- 지미옥
- 송빈
- 장윤희
- 추석양
- 정순용
- 오창용
- 최일
- 나갑성
- 권일정
- 김기범
- 김승남
- 양일민
- 김월성
- 이백
- 전숙
- 석인수
- 박예숙